# J. H. Wallis
Pour les articles homonymes, voir Wallis.
James Harold Wallis, né le 23 janvier 1885, à Dubuque, en Iowa, aux États-Unis, et mort le 13 janvier 1958 à Scarsdale, dans l'État de New York, est un écrivain, journaliste et poète américain, également auteur de plusieurs romans policiers.

## Biographie
Il fait des études à l'université Yale, et pense un temps poursuivre ses études en droit à l'université de Chicago, mais son intérêt pour la poésie et l'écriture le pousse à vivre de sa plume. Il devient donc journaliste dans l'Iowa, où il travaille successivement pour le Dubuque Times Journal et le Dubuque Daily News. En 1916, il publie The Testament of William Windune and Other Poems, son recueil de poésie le plus connu qui se veut un hommage au poète médiéval français François Villon.
Dans les années 1920, il s'implique dans le milieu politique. En 1923, il déménage à Washington pour occuper le poste de Secrétaire du Commerce du président Herbert Hoover. En 1927, il s'installe avec sa famille à New York et se joint à l'équipe de rédaction du Committee of the National Utility Associations jusqu'en 1932. Après cette date, alors qu'il élit domicile à Scarsdale, il se consacre à l'écriture.
En 1931, il fait paraître son premier roman policier, Murder by Formula, dans lequel il crée le personnage de Wilton Jacks, un inspecteur de la brigade des homicides. Son unique roman traduit en français, La Femme au portrait (Once Off Guard ou The Woman in the Window), publié en 1942, raconte comment Richard Wanley, professeur de littérature, est mêlé à une intrigue policière quand, un soir, alors qu'il regagne son domicile, il « aperçoit dans une galerie d'art un portrait qui le fascine. À ses côtés se tient une jeune femme, Alice, sosie vivant du tableau ». Ce roman est adapté au cinéma en 1944 pour le film américain, La Femme au portrait (The Woman in the Window), réalisé par Fritz Lang, avec Edward G. Robinson et Joan Bennett. La fin du film est différente de celle du roman.
J. H. Wallis a également publié des romans psychologiques, dont The Synthetic Philanthropist et The Niece of Abraham Pein, tous deux parus en 1943.

## Œuvre

### Romans

#### SérieWilton Jacks
- Murder by Formula (1931)
- The Capital City Mystery (1932)
- The Servant of Death (1932)
- Cries in the Night (1933)
- The Mystery of Vaucluse (1933)
- Murder Mansion (1934)
- Once Off Guard (1942), le personnage de Wilton Jacks ne joue qu'un rôle secondaire dans ce roman réédité sous le titre The Woman in the Window lors de la sortie du film de Fritz Lang Publié en français sous le titre La Femme au portrait, Éditions Oris (1947) ; réédition sous le titre Il suffit d'une fois, Éditions de Trévise, coll. « Le Cachet » no 24 (1961)

#### Autres romans
- The Woman He Chose (1934)
- The Politician (1935)
- The Synthetic Philanthropist (1943)
- The Niece of Abraham Pein (1943)

### Nouvelles
- Following Darkness (1948)
- Who's Who in This Issue? (1948)

### Poésie
- Youth (1907)
- The Testament of William Windune and Other Poems (1916)
- The Laughter of Omnipotence (1927)

## Filmographie

### Adaptation au cinéma
- 1944 : La Femme au portrait (The Woman in the Window), film américain réalisé par Fritz Lang, adaptation du roman éponyme

### Histoire pour le cinéma
- 1949 : Strange Bargain (en), film américain réalisé par Will Price

### Adaptations à la télévision
- 1955 : Woman in the Window, épisode de la série télévisée américaine Robert Montgomery Presents (en), adaptation du roman éponyme
- 1971 : Yester - der Name stimmt doch?, téléfilm allemand réalisé par Karl-Heinz Bieber, adaptation du roman éponyme